# AŁŻIR

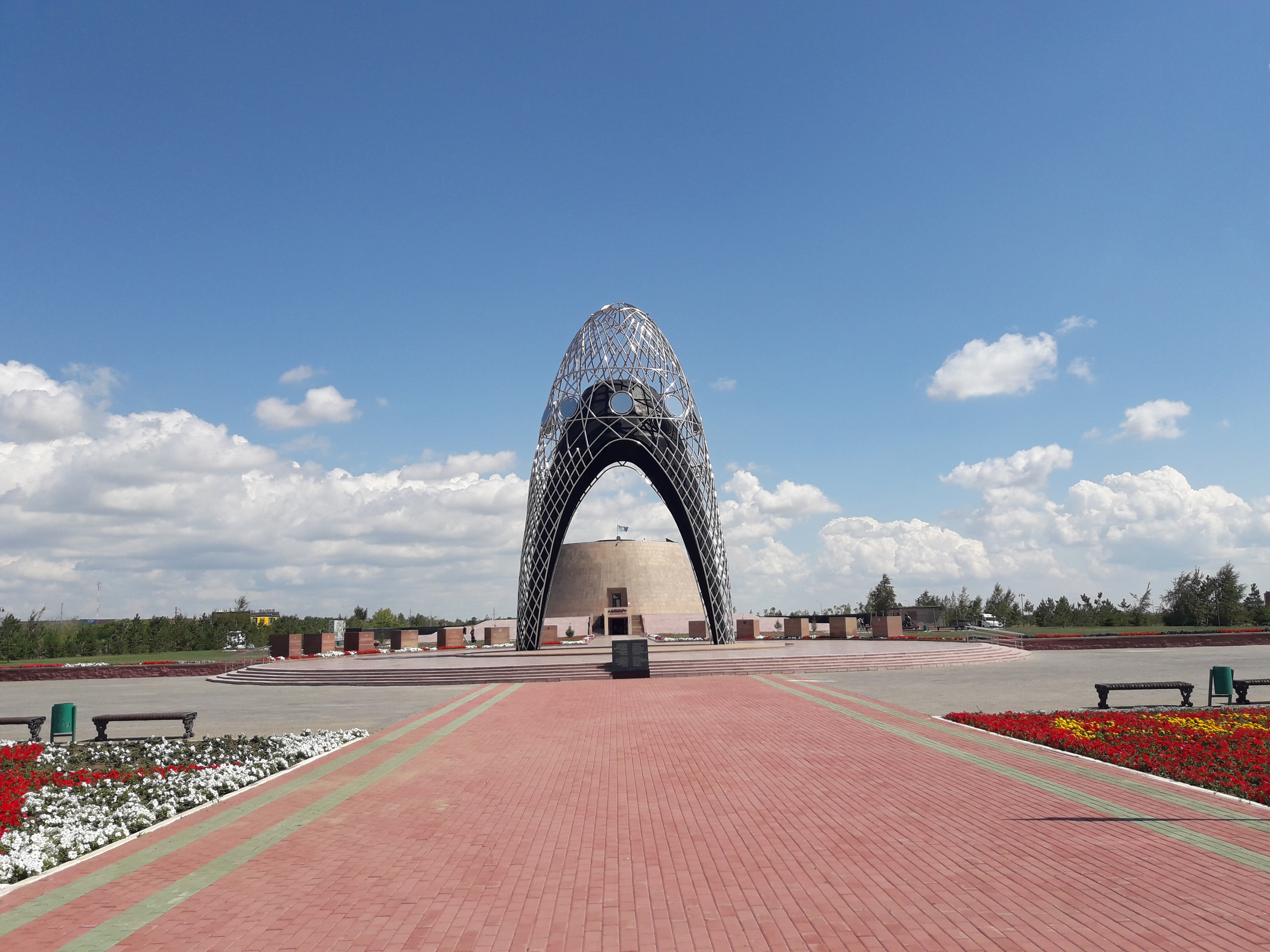
Pomnik kobiet zmarłych w AŁŻIR

AŁŻIR (ros. АЛЖИР, Акмолинский лагерь жён изменников Родины – Akmoliński Łagier Żon Zdrajców Ojczyzny) – nieoficjalna nazwa kobiecego obozu działającego w latach 1938–1953 w obwodzie karagandyjskim, 17. podobozu Karłagu.